# ヴィクトル・アシス・ブラジル
ヴィクトル・アシス・ブラジル（ヴィトル・アシス・ブラジルとも。ポルトガル語: Victor Assis Brasil）は、ブラジル出身のサクソフォン奏者。双子の兄弟にピアニストのジョアン・カルロス・アシス・ブラジル（João Carlos Assis Brasil）がいる。

## 略歴
1945年8月28日、リオデジャネイロの中流階級の家庭に生まれる。
17歳の時（14歳の時とする説もある）にサクソフォンを手にしたのをきっかけにサクソフォン奏者を志した。はじめは独学だったが、のちにパウロ・モウラに師事した。
1965年、コパカバーナのクラブ「Clube de Jazz e Bossa」でプロデビュー。翌年の1966年、新興レーベルのフォルマから、デビューアルバム「Desenhos」を発表。1968年には2作目のアルバム「Trajeto」をEquipeレーベルから発表した。
1969年、アメリカにあるバークリー音楽大学へ入学するための奨学金を得て渡米。1970年夏、ブラジルへ一時帰国。古巣のフォルマレーベルを主宰していたホベルト・クアルチンのプロデュースのもと、アントニオ・カルロス・ジョビンの作品集と自作曲を録音。前者は「Vitor Assis Brasil toca Tom Jobim」という題名でクアルチンが主宰する「Quartin」レーベルから発売されたが、後者は録音から数年経ってからタペカールレコードから「Esperanto」の題名で発売された。
1973年にブラジルへ帰国。1974年、ブラジル音楽院の教師を務めた。同年、テアトロ・ダ・ガレリア（Teatro Da Galeria）で行ったコンサートの様子を収めたアルバム「Victor Assis Brasil」を発表。1979年からはEMIと契約し、アルバム「Victor Assis Brasil Quinteto」(1979年)と「Pedrinho」(1980年)を発表した。
1981年4月14日、結節性多発動脈炎によって死去。享年35。
1989年、双子の兄弟であるジョアン・カルロスが発表したヴィクトルの作品集「Self Portrait - Assis Brasil Por Assis Brasil」が表彰を受けた。

## ディスコグラフィ

### 生前に発表
- Desenhos (1966年)
- Trajeto (1968年)
- Victor Assis Brasil toca Antônio Carlos Jobim (1970年)
- Esperanto (1970年)
- Victor Assis Brasil Quinteto (1979年)
- Pedrinho (1980年)

### 死後に発表
- Luiz Eça e Victor Assis Brasil no Museu de Arte Moderna (1979年録音、1993年発表)
- Legacy (2002年)